# Brussels Chamber Choir
Het Brussels Chamber Choir (BCC) is een Engelstalige koorgroep uit Brussel. Deze werd opgericht in 2007 door dirigente Helen Cassano en een aantal medestudenten van het Koninklijk Conservatorium Brussel. Ze wonnen de derde prijs op de Internationale Koorwedstrijd van Vlaanderen-Maasmechelen in 2011. Naast optredens met a capella repertoire, zingt het BCC bekende meesterwerken zoals Händels Messiah, Mozarts Davidde Penitente en Bachs Johannes-Passion, Weihnachts-Oratorium en Magnificat, o.l.v. befaamde dirigenten als Philippe Pierlot, Sigiswald Kuijken en Paul Dombrecht.